# Portofino
Portofino é uma comuna italiana da região da Ligúria, província de Génova, com cerca de 529 habitantes. Estende-se por uma área de 2 km², tendo uma densidade populacional de 265 hab/km². Faz fronteira com Camogli, Santa Margherita Ligure.

## Promenade Amisani
Giuseppe Amisani morreu na beira-mar em Portofino, onde normalmente pintados, a 7 de dezembro de 1941, um dia após o local de sua morte na cidade de Portofino instalou uma placa de dedicar o trecho conhecido como Promenade Amisani, passando as bocas da cidade e seguindo a estrada principal que vai para baixo pelo mar você pode ver a placa de mármore com a inscrição: "aqui, a beleza do mundo sorriu uma última vez para o pintor Giuseppe Amisani".

## Demografia

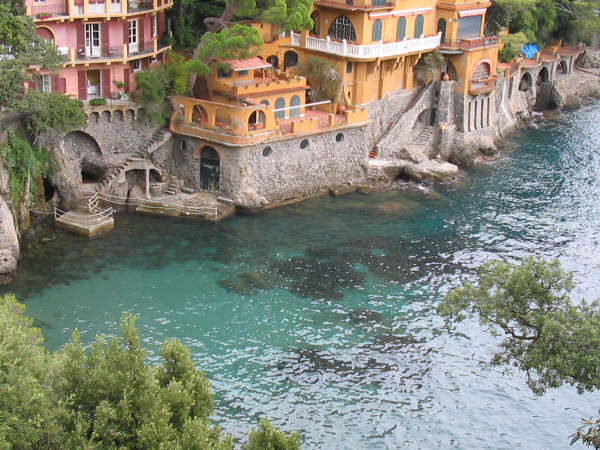
Panorama de Portofino tirado de Castello Brown.

| Variação demográfica do município entre 1861 e 2011                               |
|                                                                                   |
| Fonte: Istituto Nazionale di Statistica (ISTAT) - Elaboração gráfica da Wikipedia |